# 아크니스테시

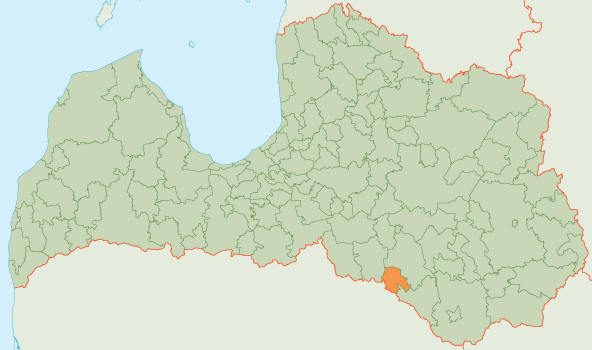
아크니스테 시의 위치

아크니스테시(라트비아어: Aknīstes novads)는 라트비아의 지방 자치체로 행정 중심지는 아크니스테이며 면적은 285km2, 인구는 3,303명(2009년 기준), 인구 밀도는 12명/km2이다. 1개 도시, 3개 교구를 관할한다.

## 같이 보기
- 라트비아의 행정 구역